# Зверево (Рязанская область)
Зверево — деревня в Рязанском районе Рязанской области. Входит в Искровское сельское поселение.

## Название
\Название дано по фамилии землевладельца Зверева.

## География
Расположена в 25 км к югу от центра Рязани, на реке Лунка (приток Раки). На северной окраине деревни имеется пруд.

## Население
| 2010 |
| ---- |
| 9    |

Население составляют пожилые люди, 6 мужчин и 3 женщины).

## Инфраструктура
Личное подсобное хозяйство с зоной сельскохозяйственного использования, индивидуальная застройка усадебного типа.
В деревне сохранились развалины старинной церкви и кладбище.

## Транспорт
Дорог с твёрдым покрытием нет.